# Centro Universitario de Petén
El Centro Universitario de Petén (también conocido y llamado por sus siglas: CUDEP) es una unidad académica multidisciplinaria de la Universidad de San Carlos de Guatemala ubicada en el departamento de Petén. Fundado en 1987, se encarga de desarrollar las funciones de investigación, docencia y extensión universitaria a nivel regional en la mayor parte de la zona norte de Guatemala.
El Centro cuenta con 10 programas de nivel técnico, 12 programas de pregrado y 2 programas de posgrado. Su sede principal se encuentra en el Parque las Estelas, zona 2 del Santa Elena, Área Central de Petén.

## Historia
El Centro Universitario de Petén fue creado según el punto quinto del acta No.16-87 en la sesión del Honorable Consejo Superior Universitario celebrada el 24 de julio de 1987 y comenzó a funcionar en 1988 siendo su primer director el Ingeniero Carlos Asturias Paz; Este centro universitario inicio con 2 carreras a nivel de pregrado que fueron: Técnico en Producción agropecuaria y Técnico en conservación y manejo de Bosques tropicales. y desde la fecha se han ido incorporando de manera progresiva diferentes carreras y títulos universitarios.

## Organización Administrativa
De acuerdo a lo establecido en el Artículo IX del Reglamento General de Centros Universitario de la Usac, los órganos Administrativos del Centro Universitario de Petén son:
- El Consejo Directivo es el órgano decisorio administrativo-docente del Centro y se integra por el director que lo preside, el Coordinador Académico, tres profesores titulares, electos por y entre los profesores titulares, cinco estudiantes, electos por y entre los estudiantes electores y un Representante de los graduados, electos por y entre los egresados a nivel de grado del Centro.

- La Dirección está bajo la responsabilidad del director, quien se encarga de representar al Centro Universitario en sus relaciones internas con la Universidad, presidir los actos oficiales del mismo, presidir las sesiones del Consejo Directivo, así como convocar a las mismas, ejecutar las decisiones del Consejo Directivo y del Consejo Superior Universitario, velar por el buen cumplimiento de las actividades académicas y administrativas del Centro.

- La Coordinación Académica está bajo la responsabilidad de un Coordinador Académico, y es el encargado de planificar, coordinar e impulsar las actividades de docencia, investigación, extensión y servicio del Centro, promover el estudio para el establecimiento de nuevas carreras y determinar los requisitos académicos para su creación, proponer conjuntamente con el Coordinador de Carrera o Área, los currículos de estudios e impulsarlos cambios y ajustes curriculares de las distintas carreras que se imparten en el centro, entre otras.

## Programas Académicos
Nivel Pre-grado
- Técnico en Agrimensura.
- Técnico en Arqueología.
- Técnico en Conservación y Manejo del Bosque Tropical
- Periodismo profesional.
- Técnico en Trabajo Social.

- Profesorado de enseñanza media en pedagogía y ciencias de la educación .
- Profesorado de enseñanza media en pedagogía con orientación en medio ambiente.
- Profesorado de enseñanza media con especialización en matemáticas y física.
- Profesorado de enseñanza media en educación bilingüe intercultural con énfasis en cultura maya.

Nivel Grado
- Ingeniero Agrónomo.
- Arqueología.
- Ciencias de la Comunicación.
- Ingeniería en Administración de Tierras.
- Ingeniería Forestal.
- Médico y Cirujano.
- Psicología.
- Trabajo Social.
- Turismo.
- Licenciatura  en Ciencias Jurídicas y Sociales, Abogado y Notario.
- Licenciatura en Educación Ambiental.
- Licenciatura en Pedagogía y Ciencias de la Educación.

Nivel Postgrado
- Maestría en Educación con Orientación en Medio Ambiente.
- Maestría en Administración de Tierras para el desarrollo sostenible.

## Ubicación
El Centro Universitario de Petén está ubicado en el Parque Las Estelas, Santa Elena aproximadamente a 1 km del Aeropuerto y la forma de acceso es por la 4a calle de Santa Elena. El PBX del Cudep es (+502)7926-2524 y (+502)7926-0584.